# XDK
O XDK, diminutivo de Xbox Development Kit, é um aplicativo de desenvolvimento criado pela Microsoft usado para escrever softwares para o Xbox. O XDK inclui bibliotecas, um compilador e várias ferramentas que podem ser usadas para criar software para o Xbox. O XDK tem também a opção de integrar-se ao Microsoft Visual Studio e .NET 2003.
XDK foi desenhado também para ser usado junto ao Xbox console através do XDK debug BIOS. Ele tem a característica de ligação para o console em tempo real, dando como retorno um debug contendo atividades do Sistema e monitoração da Rede.
Só desenvolvedores que são licenciados pela Microsoft podem compilar código e distribuir binários dos seus softwares com o XDK, qualquer software liberado usando o XDK por desenvolvedores que não são licenciados é ilegal. A maioria dos jogos piratas do Xbox são compilados usando XDK, e isto é ilegal. Para resolver este problema, o projeto OpenXDK foi iniciado para criar um open-source para substituir o MS XDK. Em todo caso, em setembro de 2008, ele ainda estava na versão Beta. 
Muitas pessoas que são beneficiadas pelo XDK são requeridas para assinar um acordo de não-divulgação para não divulgar qualquer informação sobre a Microsoft's development technology.